# Gallués
Gallués (spanska) eller Galoze (baskiska), officiellt Gallués/Galoze, är en kommun i Spanien.   Den ligger i provinsen och regionen Navarra, i den nordöstra delen av landet, 300 km nordost om huvudstaden Madrid. Antalet invånare är 106.